# Mauritz Nilsson Posse

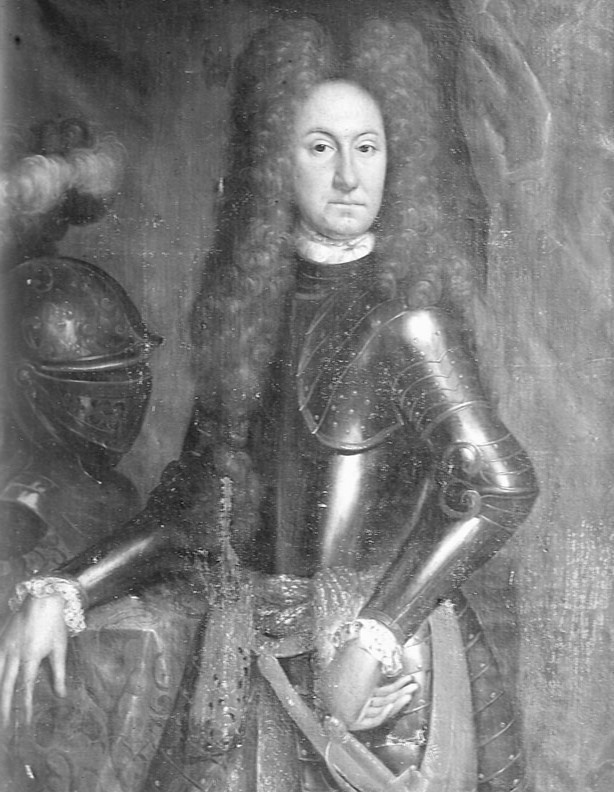
Mauritz Nilsson Posse.

Mauritz Nilsson Posse, eller Mauritz Posse af Säby, född 1632 i Stockholm, död 4 februari 1702 i Stockholm, var en svensk friherre, kammarjunkare, politiker och landshövding i Västmanlands, Kalmar och Kronobergs län..
Mauritz Posse var son till Nils Posse och Anna Stake. Posse gifte sig 1655 med Madeleine Micheli i Genève. Efter Michelis död 1669 gifte sig Mauritz Posse med friherrinna Maria Gyllenstierna 1671. Mauritz Posse hade fyra barn, Mauritz Posse, sekundöverste (död 1724), Leonhardt Posse, överstelöjtnant (1662–1701), Carl Magnus Posse, överste (död 1715) och Nils Posse, landshövding (1660–1723).
Efter studier på Uppsala universitet blev Mauritz Posse 1654 kammarjunkare hos Karl X Gustav. 1664 blev Posse landshövding i Kronobergs län. Efter uppdelningen av länet på Jönköpings och Kalmar län utnämndes han till landshövding i Kalmar. 1674 utnämndes Posse till landshövding i Västmanlands län.
Mauritz Posse lämnade sin landshövdingebefattning 1683 och i slutet av 1690-talet var han en av Sveriges största jordägare.
Mauritz Posse blev frihere 1673 under namnet Posse af Säby med nummer 57. Två medlemmar i ätten blev upphöjda till greve. Mauritz Posse 1771 som slöts av sonen Nils Posse 1818 och aldrig introducerad samt Carl Henric Posse 1826 som slöt den grevliga ätten 141 vid sin död 1843.

## Källa
1. 1 2 3 4 5  Karlsson, Karlsson. ”Mauritz Posse”. Svenskt biografiskt lexikon. Riksarkivet. http://sok.riksarkivet.se/sbl/artikel/7387. Läst 4 februari 2015.
2. ↑  HG-m. ”Posse, släkt”. Svenskt biografiskt lexikon. Riksarkivet. http://sok.riksarkivet.se/sbl/artikel/7355. Läst 4 februari 2015.
3. ↑  ”Posse af Säby nr 57”. Den introducerade svenska adelns ättartavlor. https://runeberg.org/anrep/3/0243.html. Läst 25 maj 2023.